# Zgodovinsko središče Rige
Stara Riga  (latvijsko Vecrīga) je zgodovinsko središče Rige v Latviji, na vzhodni strani reke  Daugava. Vecrīga je znana po starih cerkvah in stolnicah, kot sta Riška stolnica in  cerkev sv. Petra.
Zgodovinsko središče Rige je vpisano na Unescov seznam svetovne dediščine v Europi, ker ima največje število stavb v slogu Art nouveau (tudi secesija ali jugendstil) v Evropi.
Najpomembnejše stavbe v Stari Rigi so: 
- Riški dvorec; (latvijsko Rīgas pils) zgrajen leta 1330 kot rezidenca starešine Livonskega reda
- Cerkev svetega Petra;
- Veliki in mali cehovski dom; osnovali so ga leta 1354 trgovci v Rigi, in je imel monopol v mestu do 19. stoletja. Današnja stavba je bila zgrajena med letoma 1854 in 1857. Danes je v njej Letonska filharmonija.
- Trije bratje; je primer srednjeveškega stavbarstva v Rigi - tri stavbe so postavljene na zelo majhnem kosu zemlje
- Hiša Bratovščine črnoglavcev; (latvijsko Melngalvju nams) je bila zgrajena c 14. stoletju za potrebe mestnih upraviteljev in trgovcev. Med drugo svetovno vojno je bila do tal porušena, a so jo kot faksimile zgradili leta 1999.
- Riška stolnica; sedež nadškofa letonske Luteranske cerkve. Gradnja se je začela leta 1211 v zgodnjem gotskem slogu, kasneje predelana v različnih sodobnih slogih.
- Stolnica sv. Jakoba (Svētā Jēkaba katedrāle) je škofijska cerkev rimskokatoliške nadškofije Riga.  Najstarejša dokumentarna omemba izvira iz leta 1225.
- Smodniški stolp; (latvijsko Pulvertornis) je eden od stolpov nekdanjega mestnega obzidja. V preteklosti znan kot Stolp peska, datira iz 14. stoletja.
- Akademija znanosti
- Оpera
- Centralna tržnica
- Ura Lajma
- Švedska vrata
- Cerkev Aleksandra Nevskega

## Zgodovina
Vecrīga je izvorno območje Rige in je sestavljeno iz stavb znotraj zgodovinskih meja mesta, preden se je mesto močno razširilo v poznem 19. stoletju. V starih časih je bila Vecrīga zaščitena z obzidjem, razen ob strani, ki je mejila na breg reke Daugave. Ko je bilo obzidje porušeno, je voda iz Daugave napolnila prostor, ki je nastal (mestni kanal Rige).

### Dediščina
V 1980-ih so bile ulice Vecrīge zaprte za promet in v mejah starega mesta je dovoljeno samo prebivalcem območja in lokalnim dostavnim vozilom s posebnimi dovoljenji. Vecrīga je del Unescove svetovne dediščine, ki je zapisana kot Zgodovinsko središče Rige.

## Art nouveau
Zgradbe v slogu Art nouveau tudi secesija so resnična značilnost Rige in so jo postavile med svetovno dediščino.
Ta slog, ki označuje tudi vsa druga umetniška področja s konca 19. in začetka 20. stoletja, je v Rigi kratko obdobje prevladoval, in pustil številne kakovostne stavbe. To se je dogajalo v obdobju gradnje visokih stanovanjskih stavb. Slog se je razvil iz prejšnjih stilov, najbolj eklektičnega sloga. V nasprotju s tem Art nouveau dopušča popolno umetniško svobodo, ekspresionistično dejavnost in nagnjenost k dodelitvi umetniške vrednosti vsakemu elementu konstrukcije. Značilnosti sloga - ukrivljene črte, geometrijski okraski - so v Rigi razdeljeni na dve glavni smeri: dekorativni in nacionalno-romantični. Najbolj značilne stavbe tega sloga so v Albertovi ulici, zgradil pa jih je Michael Eisenstein, oče slovitega filmskega režiserja Sergeja Eisensteina.

### Albertova ulica
Albertova ulica je bila prvič omenjena leta 1900 in je dobila ime po zgodovinskem ustanovitelju Rige škofu Albertu. Kmalu zatem se je začela gradnja načrtov, ki je ustvarila nekaj največjih in najlepših stavb v slogu Art nouveau.
V začetku 20. stoletja je bila Riga kulturno in trgovsko središče, ki se je znalo spoprijeti s tekmeci iz zahodne Evrope. Te zgradbe niso odražale samo riške gorečnosti in ambicioznosti, temveč tudi moč njenih arhitektov, ki jih je vodil Michael Eisenstein.
Albertova ulica je izginila iz zavesti prebivalstva od leta 1941. Sovjeti ji spremenijo ime v Ulico Fritza Gajle, komunističnega aktivista, ki so ga, po sovjetski literaturi, vrgli z okna stavbe številka 13. Nemški okupatorji so dali ulici ime Holander Strasse in še danes ni jasno, na koga se je to ime nanašalo, domneva pa se, da gre za akademika Alberta in Bernarda. Številni veličastni primeri sloga Art nouveau so bili med drugo svetovno vojno odpeljani v Nemčijo. Ko so se Nemci umaknili in so Sovjeti ponovno zasedli mesto, se je vrnilo ime Ulica Fritza Gajla, ime Albertova ulica pa se je pozabilo. Leto pred osamosvojitvijo, leta 1990, je bilo staro ime vrnjeno, morda kot napovednik ali upanje, da bo ulica po pol stoletja malomarnosti ponovno dobila staro slavo.
Čeprav je bilo v Rigi uničenih veliko zgodovinskih stavb, jih je veliko več preživelo celo hitenje neupravičenih rušenj iz sovjetskih časov. Čeprav v ulici ena zraven druge stojijo sodobne stavbe in tiste iz 15. stoletja, so hiše v tej ulici in širom Rige, morda največji obstoječi primer dediščine tedanje nemške arhitekture.

## Lesena arhitektura
Arhitektura lesenih stavb ima v mestnem okolju Rige izjemno pomembno vlogo. Za razliko od drugih evropskih mest se je ta pot v Rigi razvijala skoraj do druge svetovne vojne. V zameno Latvija ni doživela vala modernizma, ki je zajel zahodno Evropo v 1960-ih in 1970-ih. S časom je vse manj ljudi hotelo živeti v lesenih hišah. Vendar se v zadnjem času povečuje število tistih, ki si želijo prenoviti in živeti v teh domovih.
Ohranjene so posamezne stavbe iz 18. stoletja na ulici Daugavrivas, bloki Kleist, Hartman, Nordek in Depkin, pa tudi hiše ribičev in čolnarjev, zgrajene v začetku 19. stoletja, ki so tudi spomeniki ljudske arhitekture. Vzpostavitev gradnje lesenih hiš se je zgodila v drugi polovici 19. stoletja in začetku 20. stoletja. Takrat so začeli delati številni latvijski arhitekti; njihovo delo je skupaj z dosežki tujih arhitektov opredelilo videz mesta. Ohranjenih je tudi veliko notranjih podrobnosti, kot so stopnice ali notranjost stanovanja. Velika večina teh zgradb je dobro ohranjenih. Taka arhitektura je edinstven pojav v Rigi in je nikjer drugje ni mogoče srečati.

### Bulevarski krog
Sredi 19. stoletja so mestne kamnite utrdbe postale nepotrebne in preprečile nadaljnji razvoj. Leta 1856 so ruske oblasti odredile odstranitev in posledično se je na njihovem mestu pojavil prazen prostor.
Arhitekta Felsko in Dice sta razvila idejo za izboljšanje tega dela mesta: nastalo je približno 300 do 400 metrov zemljišča, prekritega z okrasnim zelenjem, parkom in mestnim kanalom. Kasneje so to območje razširili z dograditvijo vrtov Vermanes in postavitvijo bulvarskih pasov lip. Na tem območju so bile zgrajene državne zgradbe. Danes je Boulevard Circle prava oaza Rige 21. stoletja.

## Galerija
- Cerkev sv. Janeza
- Hiša Bratovščine črnoglavcev v Vecrīga
- Rekonstrucija dela srednjeveškega obzidja
- Riški grad v Vecrīga
- Hiše in ulice Vecrīge
- Pogled na most Vanšu